# 埃迪·吉尔
埃迪·吉尔（英語：Eddie Gill，1978年8月16日—），美国NBA联盟前职业篮球运动员。